# 小川町 (小平市)
小川町（おがわちょう）は東京都小平市の町名。現行行政地名は小川町一丁目及び小川町二丁目。住居表示未実施。郵便番号は187-0032。

## 地理
小平市西部に位置する。北で栄町・小川西町・小川東町、東で仲町、南東で学園東町、南で学園西町・津田町・たかの台、南西で上水新町、西で中島町、北西の道路上の一点で東大和市桜が丘、このほか北西で東大和市向原と隣接する。
立川市・東大和市・国分寺市・東村山市など、周辺の各市と近い距離にある街区となる。

### 概要
青梅街道駅以東から新小平駅、小川駅、東大和市駅付近の青梅橋にわたる東西に長い区域を持つ。住宅も多く建設されているが耕作地も広く残されている。二丁目は小平市役所所在地でもある。

### 河川
- 玉川上水
- 野火止用水 ｰｰｰ(暗渠部)
- 小川用水

### 地価
住宅地の地価は、2017年（平成29年）1月1日の公示地価によれば、小川町2丁目1365番10の地点で23万1000円/m2となっている。

## 歴史

### 地名の由来
小川町の町名は、江戸時代の「小川村」「小川新田」の名を引き継ぐものである。
小川の名は、江戸時代に当地を開発した多摩郡岸村（現在の武蔵村山市）の小川九郎兵衛にちなむ。小川九郎兵衛が開発した村は当初「小川新田」と呼ばれていたが、享保年間に隣接地の新田開発が行われた際に新規開墾地に「小川新田」と命名され、それまでの小川新田は「小川村」と改称された。
なお、「小平」の地名は、1889年（明治22年）の町村制施行に伴い「小平村」が発足したことに始まるが、もっとも古い開拓地であった小川村の「小」を採ったとされる。

## 世帯数と人口
2018年（平成30年）1月1日現在の世帯数と人口は以下の通りである。
| 丁目         | 世帯数     | 人口     |
| ------------ | ---------- | -------- |
| 小川町一丁目 | 9,132世帯  | 18,666人 |
| 小川町二丁目 | 2,596世帯  | 5,575人  |
| 計           | 11,728世帯 | 24,241人 |

## 小・中学校の学区
市立小・中学校に通う場合、学区は以下の通りとなる。
| 丁目         | 番地                                               | 小学校           | 中学校         | 調整区域（選択可能な学校） |
| ------------ | -------------------------------------------------- | ---------------- | -------------- | -------------------------- |
| 小川町一丁目 | 73〜422番地 2488〜2598番地                         | 上宿小学校       | 小平第五中学校 |                            |
| 小川町一丁目 | 424〜845番地 3001〜3094番地                        | 小平第十二小学校 | 小平第五中学校 |                            |
| 小川町一丁目 | その他                                             | 小平第一小学校   | 小平第五中学校 |                            |
| 小川町二丁目 | 1128〜1331番地 1841〜2071番地 （西武多摩湖線以西） | 小平第十五小学校 | 小平第二中学校 |                            |
| 小川町二丁目 | 1332〜1367番地 （青梅街道以南）                    | 小平第十四小学校 | 小平第一中学校 | 学園東小学校               |
| 小川町二丁目 | その他                                             | 小平第十四小学校 | 小平第一中学校 |                            |

## 交通

### 鉄道
| 街区内の駅                                                      | 近隣の街区の駅                                                                  |
| --------------------------------------------------------------- | ------------------------------------------------------------------------------- |
| JR武蔵野線 - 新小平駅(JM 32) 西武多摩湖線 - 青梅街道駅（ST 03） | 西武拝島線 国分寺線 - 小川駅（SS 31）（SK 04） 西武拝島線 - 東大和市駅（SS 32） |

### バス
都営バス
- 梅70

西武バス
西武バス小平営業所が東大和市駅寄りに所在する。

### 道路
都道
- 東京都道5号新宿青梅線（青梅街道、新青梅街道）
- 東京都道15号府中清瀬線（小金井街道）
- 東京都道16号立川所沢線（府中街道〔小川町交差点-八坂交差点〕、立川通り〔小川橋交差点-小平上宿交差点〕）
- 東京都道17号所沢府中線（府中街道）
- 東京都道131号小川停車場線（小川駅前通り）
- 東京都道144号中島十番線（村山街道）

市道
遊歩道・サイクリングロード
- グリーンロード（東大和市駅を起点とすると、野火止用水の遊歩道→ 東京都道253号保谷狭山自然公園自転車道線（多摩湖自転車歩行者道）→玉川上水→小平監視所→野火止用水の遊歩道→東大和市駅終点と一周できる）

## 施設
- 小平市役所
- 小平警察署
- 小平消防署小川出張所
- 小平市中央公民館
- 小平市中央図書館
  - 小平市中央図書館分室
  - 小平市上宿図書館
- 小平商工会館
- 武蔵野美術大学
- 白梅学園大学
  - 白梅学園短期大学
  - 白梅学園高等学校
  - 白梅学園清修中高一貫部
- 東京都立小平西高等学校
- 創価中学校 - 創価高等学校は隣接するたかの台、東京創価小学校は隣接する上水新町にある。
- 小平市立小平第五中学校
- 小平市立上宿小学校
- 小平市立小平第一小学校
- 小平市立小平第十二小学校
- 小平市立小平第十五小学校
- 東京朝鮮学園
  - 朝鮮大学校
- 小平しんめい幼稚園
- 小平市立上宿保育園
- 小平市立小川保育園
- 南台病院
- 小平市立小川町二丁目地域センター
  - 小平市立小川町二丁目児童館
- 有楽製菓 - 本社
- 東京電力小平変電所